# Longicella
Longicella es un  género de lepidópteros perteneciente a la familia Noctuidae. Es originario de islas del Pacífico.

## Especies
- Longicella luctifera Boisduval, 1836
- Longicella mollis Walker, 1856
  - Longicella mollis decipiens Butler, 1884
  - Longicella mollis detanii Kishida, 1993
  - Longicella mollis mollis Walker, 1856